# Jean Belver
Jean Belver, né le 22 mai 1921 à Villeurbanne et mort le 27 octobre 2016 à Mâcon, est un footballeur français évoluant au poste de défenseur ou de demi.

## Biographie
Jean Belver est sélectionné une fois en équipe de France en 1950 alors qu'il est sociétaire de l'OGC Nice. Cette unique sélection date du 4 juin 1950 face à la Belgique en match amical joué au Stade du Heysel à Bruxelles (défaite 4-1 des Bleus). Outre cette sélection, Jean Belver est titulaire de l'équipe de France espoirs et compte 3 sélections en équipe de France B.
En club, il joue pour le Lyon OU (1944-1947), le Stade de Reims (1947-1948), l'OGC Nice (1948-1953), l'Olympique de Marseille (1953-janvier 1954), Olympique lyonnais (janvier 1954-juillet 1954) et le FC Grenoble (1954-1955). 
Il est champion de France en 1951 et 1952 et vainqueur de la Coupe de France 1952 avec l'OGC Nice. Il est par ailleurs le capitaine de l'équipe des Aiglons en 1952.
Sa carrière de joueur achevée, il se reconvertit comme entraîneur où il entraîne l'US Cluny Football, l'UF Mâconnais et d'autres clubs amateurs.
Il meurt le 27 octobre 2016 à l'âge de 95 ans.

## Palmarès
- Champion de France en 1951 et 1952 avec l'OGC Nice
- Vainqueur de la Coupe de France en 1952 avec l'OGC Nice
- Champion de France de D2 en 1954 avec l'Olympique lyonnais